# Lesieur Cristal
Lesieur Cristal est une entreprise marocaine spécialisée dans l’huile de table et l’huile d’olive ainsi que les produits d’hygiène corporel et de ménage.
Son principal actionnaire (43,5%) est le groupe Sofiproteol, filiale de la multinationale française Groupe Avril.   
Son siège est basé à Casablanca.

## Historique
Créée en 1941 par le Groupe Lesieur France, Lesieur Afrique a été rachetée par le Groupe national ONA dans les années 80.
Lesieur Afrique fusionne avec Unigral Cristal et la société d’Exploitation des Produits Oléagineux (SEPO) au cours des années 90 pour constituer un champion national Lesieur Cristal.
En 2012, la multinationale française Sofiprotéol rachète 41 % du capital de Lesieur Cristal à la SNI. Sofiprotéol devient ainsi l’opérateur industriel et l’actionnaire de référence de Lesieur Cristal, qui reste cotée à la bourse de Casablanca.
En 2013, dans le cadre du plan Maroc Vert, LESIEUR CRISTAL signe le contrat programme avec l’Etat marocain pour le développement de la filière des oléagineux et devient agrégateur.
En 2015, le Groupe français Sofiprotéol change de nom : Groupe Avril.
En 2017, Lesieur Cristal fait l’acquisition de 100 % du capital de la société « Indusalim », acteur important du marché de la margarine au Maroc.

## Gouvernance
- Président : Khalid Cheddadi
- Directeur général : Peter Tagge

## Implantation
Le groupe Lesieur Cristal est présent sur l’ensemble du territoire du Royaume. Implanté sur deux sites industriels de production basés à Casablanca, Il  détient trois filiales à vocation oléicole : SEO, localisée dans la province de Kelâat Sraghnas, Les Domaines Jawhara et OLIVCO situées dans la commune Aïn Orma, près de Meknès. 
Le développement international de Lesieur Cristal se traduit par une dynamique d’expansion et le renforcement de sa présence sur de nouveaux marchés. Cette stratégie a permis d’ouvrir de nouvelles voies de croissance, tant sur le continent africain, européen que sur les marchés américain, asiatique et le Moyen Orient.